# Where Do We Go from Here: Chaos or Community?
Where Do We Go from Here: Chaos or Community? (em português:  "Para Onde Vamos A Partir Daqui: Caos ou Comunidade?") é um livro de 1967 do ministro afro-americano, ganhador do Prêmio Nobel da Paz e ativista da justiça social Martin Luther King Jr. Defendendo os direitos humanos e um senso de esperança, foi o quarto e último livro de King antes de seu assassinato em 1968.

## História da escrita e impressão
King passou um longo período isolado, morando em uma residência alugada na Jamaica, sem telefone, escrevendo o livro.
Posteriormente, ele ficou fora de catálogo até que a Beacon Press publicou uma edição ampliada em 2010, que apresentava uma nova passagem de introdução do amigo de longa data de King, Vincent Gordon Harding, e um prefácio da esposa de King, Coretta Scott King. A versão reformulada foi destacada como um University Press Book for Public and Secondary School Libraries de 2011 e recomendada para uso no ensino.

## Conteúdo

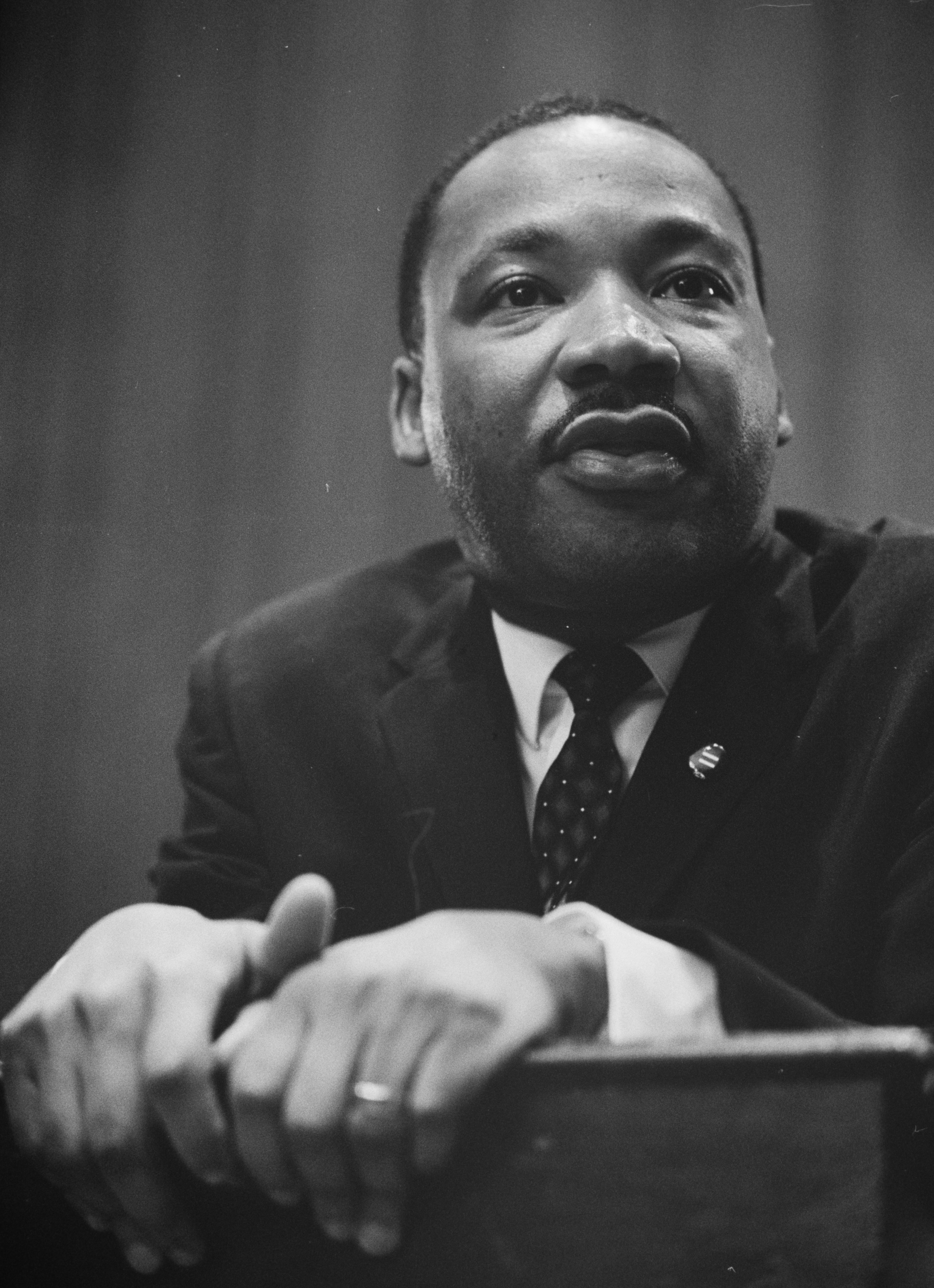
King faz um discurso em 1964.

Um dos temas centrais das mensagens do livro é a esperança. King reflete sobre o movimento pelos direitos civis. Ele discute a questão do que os afro-americanos deveriam fazer com suas novas liberdades encontradas em leis como a Lei de Direitos de Voto de 1965. Ele conclui que todos os americanos devem se unir para combater a pobreza e criar igualdade de oportunidades. King enfatiza que não é marxista nem socialista doutrinário; em vez disso, ele defende um movimento social unido que atuaria dentro dos partidos Republicano e Democrata.
Estabelecendo um claro contraste entre suas próprias visões e as movimento Black Power, King argumenta que abandonar a luta por uma mudança social não violenta e substituí-la pelo militarismo pessoal tingido com separatismo negro é tanto imoral quanto autodestrutivo. Ele também critica os brancos americanos moderados por terem visões imprecisas e irrealistas da situação atual dos afro-americanos, mesmo após as reformas legais empreendidas pelo presidente dos Estados Unidos Lyndon B. Johnson, e afirma que uma mudança radical é ainda não apenas justa, mas necessária. A guerra do Vietnã então em curso representa, aos olhos de King, um imenso desperdício de recursos, bem como uma distração de questões internas urgentes, o custo em vidas perdidas tornando tudo ainda pior.
Especificamente em termos econômicos, o autor cita Progresso e Pobreza, do pensador filológico Henry George, ao escrever em apoio a ideias amplamente georgistas, com King citando o texto de George de que "o trabalho que amplia o conhecimento e aumenta o poder e enriquece a literatura ... não é o trabalho de escravos, dirigidos para sua tarefa ou pelo chicote de um mestre ou pelas necessidades dos animais." King conclui que, ao invés de ter um mero estado de bem-estar ou uma luta de classes geral, as medidas do governo dos EUA deveriam agir mais diretamente para beneficiar os indivíduos por algum tipo de renda garantida:
Estou agora convencido de que a abordagem mais simples provará ser a mais eficaz — a solução para a pobreza é aboli-la diretamente por meio de uma medida agora amplamente discutida: a renda garantida.
— do capítulo intitulado "Where are We Going"

## Recepção e legado duradouro
Cornel West, professor da Universidade de Princeton e autor de livros como Race Matters, observou:
Martin Luther King Jr. foi um dos maiores intelectuais orgânicos da história americana. Sua capacidade única de conectar a vida da mente à luta pela liberdade é lendária e, neste livro—sua última grande expressão de sua visão—ele apresentou seu desafio mais profético aos poderes constituídos e seu programa mais progressivo para os miseráveis da Terra.
O argumento de King para um sistema de renda básica para melhorar a economia dos EUA e as declarações contra a desigualdade de riqueza foram citados por uma grande variedade de publicações posteriores. Os exemplos incluem o livro de 2014 do acadêmico e economista Guy Standing, A Precariat Charter: From Denizens to Citizens, e o livro de 2012 do professor P. L. Thomas Ignoring Poverty in the US: The Corporate Takeover of Public Education. A versão reformulada de 2010 do trabalho de King foi destacada em um University Press Book for Public and Secondary School Libraries de 2011 e foi recomendada para uso no ensino.

## Ligação externa
"Where Do We Go From Here?", Discurso Proferido na Décima Primeira Convenção Anual do SCLC. The Martin Luther King, Jr. Research and Education Institute. Stanford University.